# تومیریس (فیلم)
تومیریس (به انگلیسی: Tomyris)، یک فیلم بلند سینمایی به کارگردانی آکان ساتایف است. داستان این فیلم بر اساس یکی از چند روایتی است که پیرامون مرگ کوروش بزرگ روایت شده است. این فیلم روایتی از تاریخ هرودوت است و بخشی از جنگاوری‌های شخصیتی را به تصویر کشیده که در واقعی بودن آن تردیدهایی مطرح شده است. داستان فیلم پیرامون ملکهٔ ماساگتها یکی از اقوام ایرانی، به نام تَهم‌رَییش (تومیریس) است که بر طبق روایات در نبردی شاه پارسیان ، کوروش بزرگ را کشته است. این فیلم در شهر نور سلطان، پایتخت قزاقستان، در تاریخ ۲۵ سپتامبر ۲۰۱۹ به نمایش درآمد.

## داستان
داستان این فیلم، افسانه‌ای برگرفته از یکی از چند روایت پیرامون مرگِ کوروش بزرگ از کتاب تاریخ هرودوت است. این روایت در مورد جنگ کوروش بزرگ با ماساگتها (یکی از اقوام ایرانی) و ملکه آن‌ها تَهم‌رَییش (تومیریس) است که کوروش بزرگ در این جنگ کشته می‌شود. البته این یکی از چند روایتی است که پیرامون مرگ کوروش بزرگ روایت شده است و بیشتر شبیه یک افسانه است تا واقعیت.

## بازیگران
- آلمیرا تورسین در نقش تَهم‌رَییش (تومیریس)
- غسان مسعود در نقش کوروش بزرگ
- عادل آخمتوف در نقش آرگون
- اعظم ساتیبلدی در نقش کاواز

## تولید
فیلمبرداری از دسامبر سال ۲۰۱۷ آغاز و صحنه‌هایی در جاهای گوناگون در قزاقستان فیلمبرداری شد. قهرمانان ماساژت به زبان ترکیِ باستان صحبت می‌کنند، در حالی که قهرمانان پارسی در این فیلم به پارسی باستان صحبت می‌کنند. این فیلم، اگر بر پایهٔ تحریف تاریخ نباشد، دست کم برساخته از روایتی است که بیش از تاریخ واقعی، به تاریخ عامیانه یا حتی تاریخ افسانه‌ای نزدیک است.

## دربارهٔ کارگردان
آکان ساتایف، فیلمساز ۴۵سالهٔ قزاق، یکی از شناخته‌شده‌ترین کارگردانان در منطقهٔ آسیای میانه است. با وجود اینکه عمر استقلال جمهوری قزاقستان از اتحاد جماهیر شوروی هنوز به سی سال نرسیده، سینمای این کشور از قوام بیشتری در مقایسه با دیگر جمهوری‌های آسیاییِ جدا شده از شوروی برخوردار است. ساتایف سال ۱۳۹۱ و در بخش بین‌المللِ سی و یکمین جشنوارهٔ فیلم فجر موفق به کسب دو سیمرغ بلورین برای فیلم «Myn Bala» شد. بیشترِ همکاری‌های او در تولید فیلم با دو کمپانیِ منطقه‌ای «Kazakhfilm Studios» و «sataifilm» انجام گرفته است. فیلم سینمایی «Road to Mother»، به کارگردانی آکان ساتایف، نمایندهٔ جمهوری قزاقستان در مراسم اسکار سال ۲۰۱۸ خواهد بود.
درام تاریخیِ «به سوی مادر» (Road to Mother) ساخته آکان ساتایف به عنوان نمایندهٔ قزاقستان برای شرکت در رقابت بهترین فیلم خارجی زبان اسکار ۲۰۱۸ به آکادمی علوم و هنرهای سینمایی معرفی شد. این فیلم روایتگر ماجرای زندگی چندین نسل از یک خانوادهٔ قزاق از سال‌های دههٔ ۱۹۳۰ تا امروز است که از خلال همین داستان، وقایع سرنوشت‌ساز تاریخ قزاقستان از جنگ تا استقلالِ این کشور را به تصویر کشیده است.

## پرهزینه‌ترین فیلم تاریخ قزاقستان
فیلم سینمایی تومیریس به سفارش وزارت فرهنگ و ورزش قزاقستان در استودیوی فیلم ملی «قزاق فیلم» ساخته شده است. دو سال پیش آکان ساتایف اظهار تردید کرده بود که بتوان این فیلم را ساخت: «بودجه سینمای قزاقستان تحمل ساخت این فیلم را ندارد، زیرا فیلم باید در قالب هالیوودی ساخته شود.» اما بودجه این فیلم از سوی دولت تأمین شد و به گفتهٔ منابع آگاه، حدود ۱۰ میلیون دلار (بیش از ۳۱۰ میلیارد تومان به نرخ مهر ۱۳۹۹) هزینهٔ ساخت این فیلم تاریخی شده است تا عنوان پرهزینه‌ترین فیلم تاریخ ۲۸ سالهٔ کشور قزاقستان را به خود اختصاص دهد. آرمان آسینوف رئیس قزاق فیلم در نشست خبری فیلم تومیریس گفته است: «سینما و دستاورد فرهنگی ما را نباید با بودجه سنجید. تلاش ما بر این است که برای نسل‌های آینده تاریخ خودمان را روایت کنیم.» به نظر می‌رسد پس از تمسخر قزاق‌ها در کمدی هالیوودی «برات ۲۰۰۶»، آن‌ها مصمم شده‌اند تصویر متفاوتی از کشور خود ارائه دهند.

## بازماندن از اسکار – دو دیدگاه متفاوت دربارهٔتومیریس
تارنمای vlast.kz در نقد تومیریس نوشته: برای تولید یک فیلم سینمایی تاریخی لازم است به دیدگاه‌ها و روایت‌های مختلف تاریخی و ابعاد هنری توجه کرد. فیلم تومیریس آکان ساتایف از لحاظ هنری می‌تواند در ردیف فیلم‌های بسیار خوب باشد، فقط همین! اما کارگردان دربارهٔ دوره‌ای از تاریخ که فیلم مربوط به آن است، دیدگاه خاصی ندارد و فیلمنامه‌نویس از تمام تکنیک‌ها و ابزار درام به‌طور کامل استفاده نکرده است. به هر حال، ساخت اینگونه فیلم‌ها بیشتر ماهیت راهبردی دارد تا تاکتیکی. همانگونه که سازندگان فیلم اعلام کرده‌اند، هدف این فیلم گیشه نیست (بازگرداندن بودجهٔ هنگفت فیلم در کشور قزاقستان غیرممکن است) بلکه ایجاد چهرهٔ کشور، ترویج میهن‌پرستی و حفظ میراث گذشته برای نسل‌های آینده است.
اما منتقد تارنمای time.kz نظر دیگری دارد و معتقد است: تولیدکنندگان «تومیریس» اسکار را در نظر داشته‌اند. اما آرمان آسینوف رئیس قزاق فیلم گفته بود: کمیتهٔ اسکار در قزاقستان مستقل از استودیوی ما و وزارت فرهنگ فعالیت می‌کند. ما فیلم را پیشنهاد می‌کنیم اما تصمیم نهایی را خود کمیته می‌گیرد. کسی حق ندارد بر تصمیم این کمیته تأثیر بگذارد. فیلم‌ها در نتیجهٔ رأی مخفی انتخاب می‌شود.
سرانجام هم «تاج و تخت طلایی» به کارگردانی رستم عبدراشف به عنوان نمایندهٔ قزاقستان در اسکار ۲۰۲۰ معرفی شد و تومیریس از حضور در این رقابت معتبر جهانی بازماند. به همین دلیل، به نظر می‌رسد تولید این فیلم تاریخی در حالت خوشبینانه با اهداف فرهنگی و در حالت بدبینانه با اهداف سیاسی همراه بوده است.

## واکنش‌های انتقادی و جعل تاریخ
این فیلم با انتقادهای بسیاری روبه‌رو شد. به این دلیل است که نسخهٔ وقایع هرودوت به‌طور کلّی توسّط مورخان و محققان پذیرفته نمی‌شود و برخلاف فیلم، ماساگت به عنوان مردم ترک تلقّی می‌شود، در حالی که مردمان ایرانی هستند. انتقاد هم از طرف مردم قزاقستان و هم ایرانیان مطرح شد.
کارگردان فیلم سینمایی «تومروس» که پرهزینه‌ترین فیلم سینمای قزاقستان لقب گرفته و داستان مرگ کوروش بزرگ به دستِ زنی به نام «تومیریس» را روایت کرده، گفته که برای کوروش احترام قائل است و ایرانیان باید بر تاریخ هرودوت خرده بگیرند، نه بر او. ساتایف اظهار داشته است: «منبع پژوهش تاریخی ما میراث مکتوب هرودوت است. آیا ما قزاق‌ها با تومیریس ارتباط داریم؟ البتّه که داریم، زیرا این افراد دقیقاً ساکن سرزمین‌هایی بودند که ما اکنون در آن زندگی می‌کنیم. کشف «مرد طلایی» مصداق این امر است. اسکلت ۲۵۰۰ ساله‌ای که باستان‌شناسان سال ۱۹۶۹ میلادی طی عملیات ساختمانی در جنوب شرق قزاقستان کشف کردند و به «مرد طلایی» شهرت دارد. بی‌شک، این شخصیت یکی از اجداد بزرگ ماست؛ امّا در فیلم هیچ تأکیدی بر مسئلهٔ ملیّت نداریم. این فیلم غیرملّی است. ما احترام فراوانی برای این شخصیت قائل هستیم. امیدوارم از طرف مخاطبان ایرانی فیلم این موضوع درک شود، چرا که تمام پرسش‌ها باید خطاب به هرودوت به عنوان منبع اصلی مطرح شود.»
این فیلم رویکردی ضدایرانی دارد. اوّلین فیلم از سه‌گانه‌ای است که قزاق‌ها با محوریت زندگی و جنگاوری ملکه تومیریس ساخته‌اند. برای تولید تومیریس حدوداً دو سال وقت صرف شده و بخش عمدهٔ فیلمبرداری در آلماتی و برخی دیگر از شهرهای قزاقستان انجام شده و جالب اینکه برای واقع‌نمایی اتّفاقات فیلم، نزدیک به شش ماه زمان برای بازسازی شهر باستانی بابل صرف شده است. همچنین به غیر از نماهایی که به صورت رئال گرفته شده، هزینه‌های زیادی نیز برای تصویرسازی رایانه‌ای نماهای پرهنرور انجام گرفته است.
آکان ساتایف: نظر ایرانیان بعد از دیدن فیلم تامیریس تغییر خواهد کرد. آکان ساتایف کارگردان فیلم «تامیریس» گفته است که این فیلم بر پایهٔ آثار هرودوت که کمتر کسی او را قبول دارد ساخته شده است. بعد از این بحث‌ها آکان ساتایف در صفحهٔ اینستاگرام خود نوشت: «دوستان، وقتی که پیش‌پردهٔ فیلم تومیریس رونمایی شد، ایرانیان اظهارنظر دربارهٔ این فیلم را آغاز کردند. به نظر آن‌ها ما تاریخ را تحریف می‌کنیم و معتقدند هرودوت داستان مبارزهٔ پادشاه تومیریس با کوروش دوم را بر پایهٔ خیالِ خود ساخته است. با این فیلم نمی‌خواهیم کسی را ناراحت کنیم؛ چرا که ما فیلم خوب می‌خواهیم. افزون بر این، برای کوروش که پادشاهِ بزرگِ زمان خود بوده است، احترام قائلیم.»
«آلیا نظربایف» جوان‌ترین دختر نورسلطان نظربایف رئیس‌جمهور قزاقستان تهیه‌کننده و یکی از فیلمنامه‌نویسان این پروژه سینمایی است. تیمور زاکسیلیکوف (Timur Zhaksylykov) دیگر نویسندهٔ فیلمنامهٔ «تومیریس» است. منطقهٔ ماساگت یا ماساگتیان یک کنفدراسیون عشایری ایرانی بود که ساکنان آن از استِپ‌های آسیای مرکزی و شمال شرقی دریای خزر به این منطقه کوچ کرده‌اند. این منطقه امروز شامل ترکمنستان جدید، غرب ازبکستان و جنوب قزاقستان است. فیلم «تومیریس» بر ماجرای لشگرکشی و نبرد بزرگ ارتش‌های کوروش و تومیریس تمرکز می‌کند.
به گفتهٔ منابع ایرانی، داستان این فیلم به نوعی تحریف تاریخ است و به ماجرای کشته شدن کوروش بر اساس روایتی از هرودت می‌پردازد. «تومیریس» ملکهٔ ماساگت‌ها که از ظلم و ستمِ ایرانیان به ستوه آمده، قیام کرده و با پیروزی بر هخامنشیان موفّق به کشتن کوروش می‌شود.
شایان ذکر است که:
1. ماساگت‌ها، بنا بر نظر اکثریتِ صاحب‌نظران، گروهی از سَکاها بودند که مردمانی ایرانی‌تبار بودند و ارتباطی به قزاق‌ها چنان‌که در این فیلم به تصویر کشیده‌شده و از سوی آنها تبلیغ می‌شود، ندارند.
2. اصلاً روشن نیست که جنگ کوروش با ماساگت‌ها در کجا رخ داده است. تنها روایتِ موجود که هرودت گزارش کرده، آن را در قفقاز در کنار اَرَس می‌داند و پژوهش‌های جدید، جایگاه این قوم را به آسیای مرکزی در کنار سیردریا (سیحون) منتقل کرده است. با این‌حال، اخیراً برخی دوباره به همان نظر قدیمی بازگشته‌اند. بنابراین، هیچ اطمینانی در ارتباط این داستان با قزاقستان وجود ندارد.
3. کشته‌شدن کوروش در این جنگ و افتادن سرش به دست ملکهٔ ماساگت‌ها صرفاً یک داستان هرودوتی است، نه واقعیت تاریخی؛ چرا که هیچ مورّخ دیگری روایتِ هرودوت را تکرار و تأیید نکرده است. براساسِ نظرِ غالبِ صاحب‌نظران، کوروش در جنگ‌های خود با این اقوام پیروز بوده است.[۷]

تولید تومیریس در حالی رقم خورد که مسعود جعفری جوزانی کارگردان ایرانی از اواخر دههٔ هشتاد به دنبال تولید فیلم «کوروش کبیر» بود و هیچ‌گاه به نتیجه نرسید. حامد مظفری روزنامه‌نگار ایرانی با گلایه از تحریف تاریخی در تومیریس متذکر شد: باعث تأسف است؛ با انبوه سرمایه‌هایی که هر سال صرف تولید ده‌ها فیلم ارگانی بی‌مشتری یا کم‌مشتری می‌شود، تأمین مالی پروژهٔ سینمایی «کوروش کبیر» انجام نشد تا مسعود جعفری جوزانی بتواند فیلم را بسازد و این چنین باید شاهد تحریف تاریخ توسّط همسایهٔ قزاق باشیم.